# 李鋐 (明朝)
李鋐，大同右衛人。明朝軍事將領。
李鋐世襲指揮同知，累功進都指揮僉事，充參將，協守大同。山東盜起時，改為遊擊將軍，充任副總兵，與劉俊等參與會剿，并與劉暉部將傅鎧、張椿等數人立功，隨後進升為都指揮同知，充任總兵官，鎮守鳳陽府等。當時，江西盜亂猖獗，被擢署為都督僉事，與都御史俞諫一同提督軍務。之後在戰場上因疽生發背，死於軍中。詔贈右都督。